# Martin Umbach
Martin Umbach (* 16. März 1956 in München) ist ein deutscher Schauspieler, Synchronsprecher, Hörspielsprecher, Hörbuchsprecher und Autor.

## Leben
Der Sohn einer Lehrerin und eines Psychologen wuchs im Ruhrgebiet und in Nürtingen auf, machte 1975 sein Abitur und absolvierte von 1975 bis 1978 eine private Schauspielausbildung in Stuttgart. Des Weiteren nahm er in New York Unterricht bei Susan Batson und Lenard Petit. Im Anschluss hatte er mit der Hauptrolle des Mackie Messer in der Dreigroschenoper bis 1981 ein festes Engagement am Zimmertheater Tübingen. Seither arbeitet er in München als freischaffender Schauspieler, Synchronsprecher (u. a. für Russell Crowe, George Clooney, Gérard Depardieu, Quentin Tarantino und Alec Baldwin) sowie als Buchautor und ist darüber hinaus als Hörbuchsprecher tätig.
1987 erhielt Umbach den Bayerischen Kunstförderpreis.
1975 war er Preisträger des Viktor-Scheffel-Preis für junge Autoren und schrieb 1999 zusammen mit Michael Seyfried den 13-teiligen Roman Spiel der Sterne. Zwei Jahre später veröffentlicht er zusammen mit Minni Oehl das Zweipersonenstück Was du willst und weitere drei Jahre später kam das Theaterstück Just Live heraus.

## Filmografie (Auswahl)

### Kino
- 1984: Der Wüstenplanet (Dune)
- 1985: Paradigma
- 1987: War Zone – Todeszone (Deadline)
- 1988: Gesprengte Ketten – Die Rache der Gefangenen (Great Escape II: The Untold Story)
- 1990: Die unendliche Geschichte II – Auf der Suche nach Phantásien (The NeverEnding Story II: The Next Chapter)
- 1992: Miraculi
- 1996: Roula – Dunkle Geheimnisse
- 2005: Antikörper
- 2011: Zimmer 205
- 2018: Out of Control

### Fernsehen
- 1981: Der Traum vom Glück (Fernsehfilm)
- 1984: Verbotene Hilfe (Fernsehfilm von Liliane Targownik)
- 1985: Flammenzeichen
- 1988: Der Alte – (Folge 129: Brief eines Toten)
- 1991: Tatort – Die chinesische Methode (Fernsehreihe)
- 1997: Tatort – Bienzle und der tiefe Sturz (Fernsehreihe)
- 1998: Babyhandel Berlin – Jenseits aller Skrupel (Assignment Berlin), Fernsehfilm
- 1999: JETS – Leben am Limit (Fernsehserie)
- 1999: Tatort – Das Glockenbachgeheimnis (Fernsehreihe)
- 2001: Tatort – Mördergrube (Fernsehreihe)
- 2001: Umwege des Herzens (Fernsehfilm)
- 2002: Donna Leon – In Sachen Signora Brunetti (Fernsehreihe)
- 2004: Tatort – Vorstadtballade (Fernsehreihe)
- 2006: Die Rosenheim-Cops – Reiche Säcke, arme Schweine
- 2006: Tatort – Bienzle und Tod im Weinberg (Fernsehreihe)
- 2009: dasbloghaus.tv
- 2009: Inga Lindström – Das Herz meines Vaters (Fernsehreihe)
- 2012–2013: Die Chefin (Fernsehserie, sechs Folgen)
- 2012: Ganz der Papa
- 2012: Tessa Hennig – Elli gibt den Löffel ab
- 2013: Der letzte Bulle (Fernsehserie, eine Folge)
- 2013: Die Rosenheim-Cops (Fernsehserie, eine Folge)
- 2013: Pass gut auf ihn auf! (Fernsehfilm)
- 2014: Heldt (Fernsehserie, eine Folge)
- 2014: Josephine Klick – Allein unter Cops (Fernsehserie)
- 2014: Mordkommission Istanbul – Das Ende des Alp Atakan (Fernsehreihe)
- 2014: Tatort – Kopfgeld (Fernsehreihe)
- 2015: Unter Verdacht – Betongold (Fernsehreihe)
- 2019: Nimm Du ihn
- 2019: Treadstone (Fernsehserie, 3 Folgen)
- 2021: München Mord: Der Letzte seiner Art (Fernsehreihe)
- 2022: Der Feind meines Feindes (Fernsehfilm)
- 2025: Tatort: Borowski und das hungrige Herz (Fernsehreihe)

### Synchronsprecher (Auswahl)
Steven Soderbergh ließ für seinen Film Ocean’s Eleven die Synchronsprecher überprüfen und gegebenenfalls neu casten. So wurde Martin Umbach neben Detlef Bierstedt die zweite deutsche Synchronstimme von George Clooney, jedoch nur in allen Filmen, in denen Soderbergh Regie führt. Mit dem Rückzug von Bierstedt aus der Synchronbranche übernahm Umbach ab 2022 ebenfalls die Vertonung von Clooney in anderen Filmen. Seit Ein gutes Jahr von 2006 spricht Umbach auch Russell Crowe, mit Ausnahme des 2007 erschienenen Todeszug nach Yuma. 2003 war er als Khan (Halfterfisch) in dem Computerspiel Findet Nemo – Abenteuer unter Wasser tätig.
Russell Crowe
- 2006: Ein gutes Jahr als Max Skinner
- 2007: American Gangster als Richie Roberts
- 2007: American Chopper (Reality-TV-Serie, 2 Folgen) als Russell Crowe
- 2008: Der Mann, der niemals lebte als Ed Hoffman
- 2009: State of Play – Stand der Dinge als Cal McAffrey
- 2010: 72 Stunden – The Next Three Days als John Brennan
- 2010: Robin Hood als Robin Hood / Robin Longstride
- 2012: The Man with the Iron Fists als Jack Knife
- 2012: Les Misérables als Inspector Javert
- 2013: Broken City als Bürgermeister Hostetler
- 2013: Man of Steel als Jor-El
- 2013: Republic of Doyle – Einsatz für zwei (Fernsehserie, 1 Folge) als Boyd Kelley
- 2014: Noah als Noah
- 2014: Das Versprechen eines Lebens als Connor
- 2014: Winter’s Tale als Pearly Soames
- 2015: Väter & Töchter – Ein ganzes Leben als Jake Davis
- 2016: The Nice Guys als Jackson Healy
- 2017: Die Mumie als Dr. Henry Jekyll
- 2018: Der verlorene Sohn als Marshall Eamons
- 2019: The Loudest Voice (Miniserie, 7 Folgen) als Roger Ailes
- 2020: Unhinged: Außer Kontrolle als Tom
- 2022: Thor: Love and Thunder als Zeus
- 2023: The Pope’s Exorcist als Pater Gabriele Amorth

Jeff Goldblum
- 2003: Dallas 362 als Bob
- 2004: Incident at Loch Ness als Partygast
- 2004: Die Tiefseetaucher als Alistair Hennessey
- 2011: Morning Glory als Jerry Barnes
- 2014: Grand Budapest Hotel als Deputy Kovacs
- 2015: Mortdecai – Der Teilzeitgauner als Krampf
- 2016: Independence Day: Wiederkehr als David Levinson
- 2017: Thor: Tag der Entscheidung als Grandmaster
- 2018: Hotel Artemis als Niagara
- 2018: Jurassic World: Das gefallene Königreich als Dr. Ian Malcolm
- seit 2019: The World According to Jeff Goldblum (Dokuserie) als er selbst
- 2022: Jurassic World: Ein neues Zeitalter als Dr. Ian Malcolm

Gabriel Byrne
- 1993: Codename: Nina als Bob
- 1994: Betty und ihre Schwestern als Friedrich Bhaer
- 1994: Die Geschworene – Verurteilt zur Angst als Daniel Graham
- 1994: Hamlet – Der Prinz von Jütland als Fenge
- 1995: Frankie Starlight als Jack Kelly
- 1996: Bullet Point als Ben London
- 1997: Am Ende der Gewalt als Ray Bering
- 1998: Der Staatsfeind Nr. 1 als Falscher Brill
- 1999: End of Days – Nacht ohne Morgen als Der Mann/Satan
- 2002: Ohne jeden Ausweg als Joseph Marlow/Stephen Bracken

Kenneth Branagh
- 1999: Wild Wild West als Dr. Arliss Loveless
- 2002: Long Walk Home als A.O. Neville
- 2002: Harry Potter und die Kammer des Schreckens als Gilderoy Lockhart
- 2008: Operation Walküre – Das Stauffenberg-Attentat als Generalmajor Henning von Tresckow
- 2008–2015: Kommissar Wallander (Fernsehserie) als Kurt Wallander
- 2011: My Week with Marilyn als Laurence Olivier
- 2017: Dunkirk als Commander Bolton
- 2017: Mord im Orient Express als Hercule Poirot
- 2020: Tenet als Andrei Sator
- 2022: Tod auf dem Nil als Hercule Poirot
- 2023: Oppenheimer als Niels Bohr
- 2023: A Haunting in Venice als Hercule Poirot

Geoffrey Rush
- 1996: Shine – Der Weg ins Licht als David Helfgott
- 1999: Haunted Hill als Stephen H. Price
- 2003: Fluch der Karibik als Captain Hector Barbossa
- 2006: Pirates of the Caribbean – Fluch der Karibik 2 als Captain Hector Barbossa
- 2007: Pirates of the Caribbean – Am Ende der Welt als Captain Hector Barbossa
- 2011: Pirates of the Caribbean – Fremde Gezeiten als Captain Hector Barbossa
- 2017: Pirates of the Caribbean: Salazars Rache als Captain Hector Barbossa
- 2017: Genius (Fernsehserie, 5 Folgen) als Albert Einstein

George Clooney
- 2001: Ocean’s Eleven als Danny Ocean
- 2002: Geständnisse – Confessions of a Dangerous Mind als Jim Byrd
- 2002: Solaris als Chris Kelvin
- 2004: Ocean’s 12 als Danny Ocean
- 2005: Syriana als Bob Barnes
- 2006: The Good German – In den Ruinen von Berlin als Capt. Jake Geismer
- 2007: Ocean’s 13 als Danny Ocean
- 2022: Ticket ins Paradies als David Cotton
- 2023: The Flash als Bruce Wayne

Stephen Rea
- 1992: The Crying Game als Fergus
- 1994: Interview mit einem Vampir als Santiago
- 2003: The I Inside – Im Auge des Todes als Dr. Newman

Javier Bardem
- 2002: Der Obrist und die Tänzerin als Agustín Rejas
- 2004: Das Meer in mir als Ramón Sampedro
- 2021: Dune als Stilgar
- 2024: Dune: Part Two als Stilgar

Andy Serkis
- 2015: Star Wars: Das Erwachen der Macht als Oberster Anführer Snoke
- 2017: Star Wars: Die letzten Jedi als Oberster Anführer Snoke
- 2019: Star Wars: Der Aufstieg Skywalkers als Oberster Anführer Snoke

Andy García
- 1986: The Untouchables – Die Unbestechlichen als George Stone/Giuseppe Petri
- 1988: Stand and Deliver als Dr. Ramirez

Quentin Tarantino
- 1995: Four Rooms als Chester Rush
- 2005: Muppets: Der Zauberer von Oz als Quentin Tarantino

Colm Feore
- 2002: Chicago als Martin Harrison
- 2005: Der Exorzismus von Emily Rose als Karl Gunderson

Willem Dafoe
- 2003: Findet Nemo als Khan (Gill)
- 2016: Findet Dorie als Khan (Gill)

John de Lancie
- 2020: Star Trek: Lower Decks (Fernsehserie) als Q
- 2022–2023: Star Trek: Picard (Fernsehserie) als Q

#### Filme
- 1996: Daniel Auteuil in Am achten Tag als Harry
- 2002: Vincent Cassel in Irreversibel als Marcus
- 2002: Yoshihiko Hakamada in Das Königreich der Katzen als Baron
- 2003: Jason Isaacs in Peter Pan als Mr. Darling / Käpt’n Hook
- 2004: Nathaniel Parker in Die Geistervilla als Master Gracey
- 2006: Gérard Depardieu in Chanson d’Amour als Alain Moreau
- 2008: Anil Kapoor in Slumdog Millionär als Prem Kapur
- 2010: Sam Neill in Die Legende der Wächter als Allomere
- 2010: Timothy Dalton in The Tourist als Chief Inspektor Jones
- 2014: Philippe Morier-Genoud in Asterix im Land der Götter als Julius Cäsar
- 2016: Mel Gibson in Blood Father als Link
- 2019: Dennis Quaid in Midway – Für die Freiheit als Vizeadmiral William F. Halsey
- 2019: Ray Winstone in Cats als Growltiger

#### Serien
- 1983–1984: Michael Praed in Robin Hood als Robin Hood
- 1988: Michael Sabatino in Unter der Sonne Kaliforniens als Chip Roberts
- 1992: Roger Rees in Cheers als Robin Colcord
- 1999–2021: Luca Zingaretti als Commissario Montalbano
- 2009: Renato Bartolomei in Legend of the Seeker – Das Schwert der Wahrheit als Demmin Nass
- 2012–2019: Liam Cunningham in Game of Thrones als Ser Davos Seaworth

## Hörbücher (Auswahl)
- Anthony Horowitz: Die fünf Tore. Höllenpforte, Goyalibre, Hamburg 2011, ISBN 978-3-8337-2761-0.
- Anthony Horowitz: Die fünf Tore. Schattenmacht, Goyalibre, Hamburg 2011, ISBN 978-3-8337-2760-3.
- Anthony Horowitz: Die fünf Tore. Teufelsstern, Goyalibre, Hamburg 2011, ISBN 978-3-8337-2759-7.
- Anthony Horowitz: Die fünf Tore. Todeskreis, Goyalibre, Hamburg 2011, ISBN 978-3-8337-2758-0.
- Konrad O. Bernheimer: Tödliche Gemälde – Ein Kunstkrimi, USM Audio, München 2020, ISBN 978-3-8032-9233-9.
- Volker Klüpfel & Michael Kobr: Affenhitze (Ein Kluftinger-Krimi 12), Hörbuch Hamburg, Hamburg, 2022, ISBN 978-3-95713-260-4
- Rainer Löffler: Blutdämmerung (Martin Abel 2), Lübbe Audio & BookBeat, 2023, ISBN 978-3-7540-1158-4

## Hörspiele (Auswahl)
- 2001: Philip K. Dick: Zeit aus den Fugen – Bearbeitung und Regie: Marina Dietz (Hörspiel – BR)
- 2012: Thomas von Steinaecker: Die Entstehung des Hörspiels ‘Umbach muss weg‘ – Regie: Bernadette Sonnenbichler (Hörspiel – BR)
- 2018 (Audible: 2020): Star Wars: Das Erwachen der Macht (Filmhörspiel), Walt Disney Records (Universal Music)
- 2018: Star Wars: Die letzten Jedi (Filmhörspiel), Walt Disney Records (Universal Music)
- 2018: Disney-Fluch der Karibik: Fluch der Karibik 5er Box (Alle Kinofilm-Hörspiele in einer Box), Kiddinx Verlag, EAN 4001504125806